# Dames de Llangollen

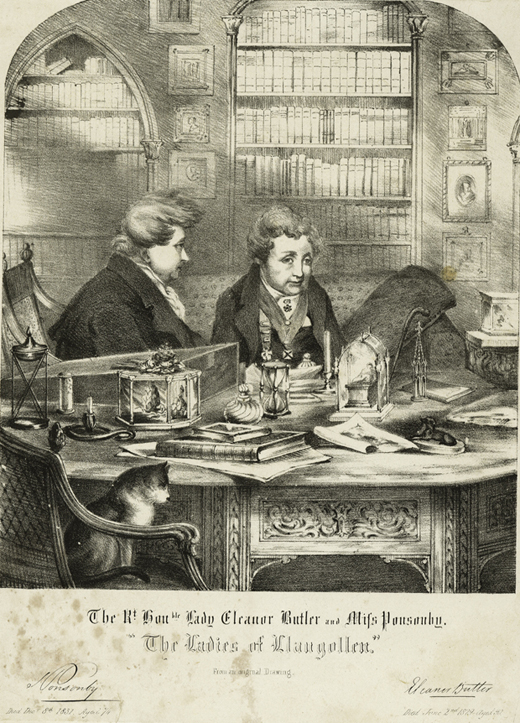

Les dames de Llangollen (Lady Eleanor Butler  et l'honorable Sarah Ponsonby) sont deux femmes anglo-irlandaises ayant vécu en couple pendant plusieurs décennies dans le Pays de Galles. Leur relation a scandalisé et fasciné leurs contemporains. Elles représentent pour certains un exemple d'amitié passionnée dans l'histoire, et pour d'autres, de saphisme.

## Jeunesse
Lady Charlotte Eleanor Butler naquit à Cambrai le 11 mai 1739. Elle est la fille de Walter Butler (1703-1783), Comte d'Ormonde (de fait) et de son épouse Eleanor Morres, descendante du baronnet Mountmorres. Charlotte Eleanor est la troisième fille et est suivie du seul fils et dernier enfant John, héritier du titre. Le titre de comte d'Ormonde a été suspendu en 1715 à cause des sympathies jacobites de James Butler (2e duc d'Ormonde). Il n'est restauré qu'en 1791, pour le frère de Charlotte Eleanor Butler.
Eleanor Butler est d'abord élevée dans un couvent de Bénédictines de Cambrai, à la fois dans la philosophie des Lumières et dans un catholicisme modéré. Elle y acquiert le goût de la littérature. Il semble que son « retour » à l'adolescence en Irlande, au château de Kilkenny ait été pour elle source de frustration sociale et intellectuelle. Sa famille semble avoir été assez pauvre, dans une Irlande contrôlée par une Église catholique moins souple qu'en France. Eleanor Butler se réfugie dans la bibliothèque et les livres. Considérée comme trop « masculine » et trop « ironique » pour attirer ou retenir un bon parti qui aiderait à redorer le blason familial, elle semble destinée au célibat.
En 1769, à près de trente ans, elle rencontre Sarah Ponsonby.
L'honorable Sarah Ponsonby nait en 1755. Elle est la fille de Chambré Brabazon Ponsonby (1720-1762), membre de la Chambre des communes irlandaise et de sa seconde épouse Louisa Lyons. Sarah Ponsonby est l'arrière-petite-fille de William Ponsonby (1er vicomte Duncannon) et la cousine de Frederick Ponsonby (3e comte de Bessborough) ainsi que de Caroline Lamb.
Orpheline, elle réside dans sa famille dans la résidence de Woodstock (Comté de Kilkenny) et elle fréquente l'école locale. La jeune fille de treize ans et la « vieille fille de trente ans » deviennent immédiatement amies. Sarah Ponsonby ressent elle aussi une forte frustration intellectuelle. Elle devait par ailleurs subir les assauts de son tuteur. Dans le même temps, chez les Butler, il est décidé de renvoyer Eleanor chez les Bénédictines de Cambrai. 
Le 30 mars 1778, les deux femmes, déguisées en homme et armées de pistolets, s'enfuient pour tenter de gagner l'Angleterre par le port de Waterford. Rattrapées à moins de trois kilomètres de la ville, elles sont ramenées chez elles, quasiment prisonnières. Eleanor Butler s'enfuit immédiatement à nouveau et va s'installer à Woodstock. Les deux femmes finissent par pousser à bout leur famille qui leur cèdent l'autorisation de partir dans une sorte de « Grand Tour » au pays de Galles, accompagnée de Mary Carryl, la femme de chambre de Sarah Ponsonby.

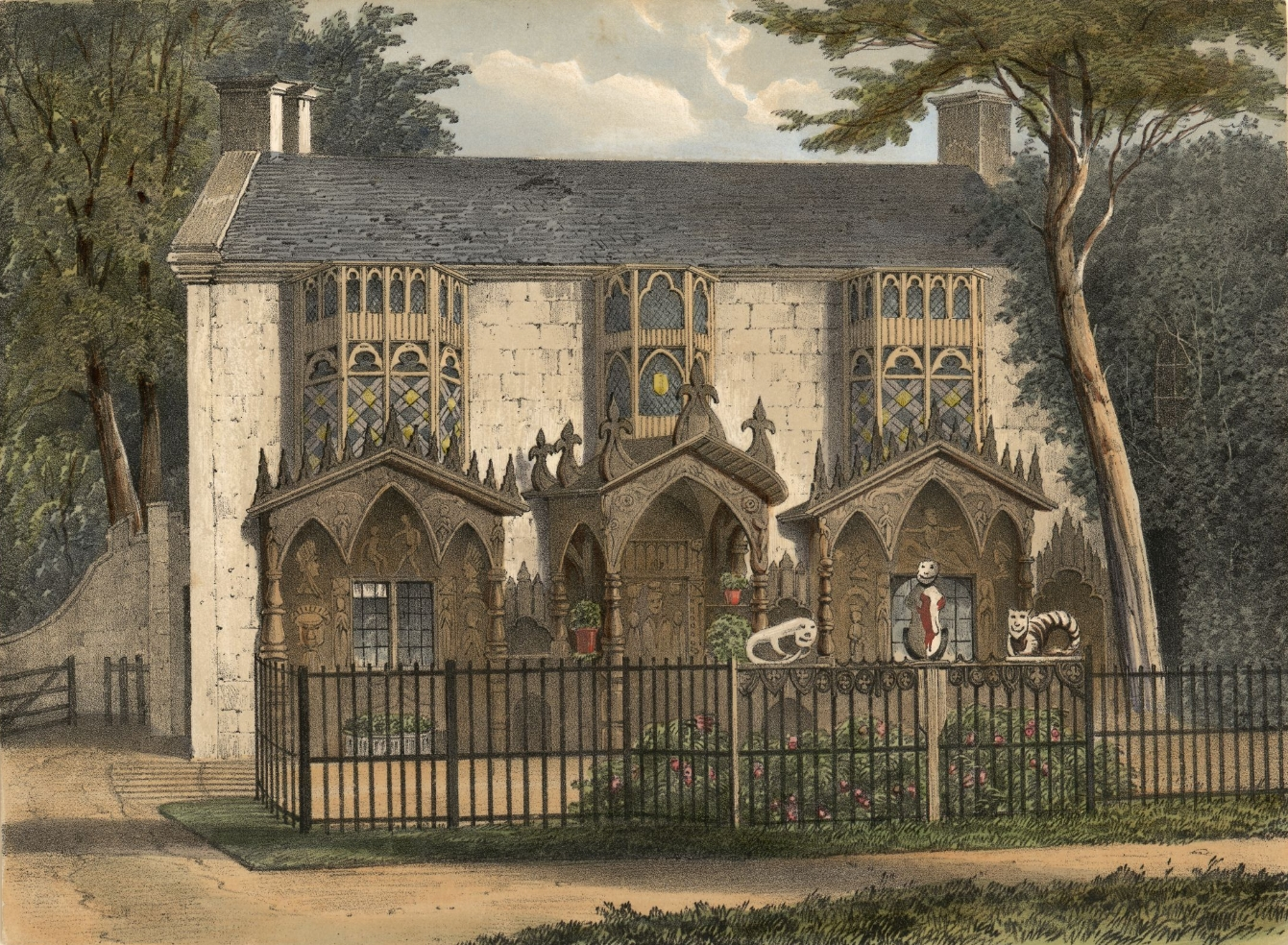
Le Plas Newydd en 1840.

## Plas Newydd
Elles s'installent dans un cottage au pays de Galles près de Llangollen dans le Denbighshire en 1780. Elles attirent la curiosité et deviennent des célébrités, recevant de nombreuses personnalités telles que les écrivains William Wordsworth, lord Byron, Caroline Lamb (une cousine de Sarah Ponsonby et maîtresse de Byron), Percy Shelley, Walter Scott, mais aussi Arthur Wellesley de Wellington, Josiah Wedgwood et même la reine Charlotte de Mecklembourg-Strelitz qui leur accorde une pension.
Eleanor Butler tient un journal de leur vie commune.

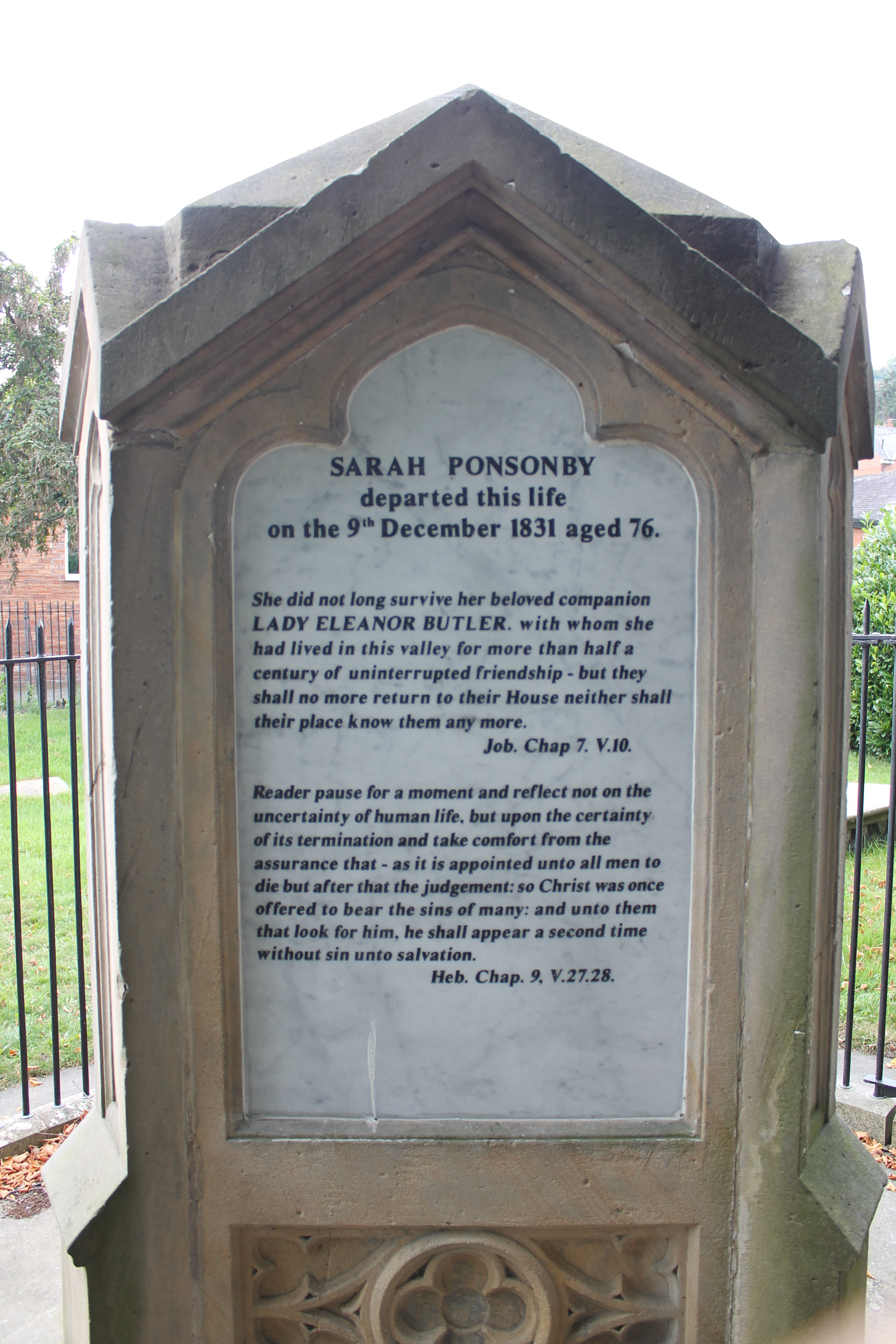
Tombe de Sarah Ponsonby à l'église paroissiale Saint Collen de Llangollen.

Mary Caryll meurt le 22 novembre 1809, Eleanor Butler le 2 juin 1829 et Sarah Ponsonby le 9 décembre 1831. Les trois femmes sont enterrées ensemble dans l'église de Saint Collen à Llangollen.
La femme de lettres française Colette en fait mention dans son livre, Le Pur et l'impur.

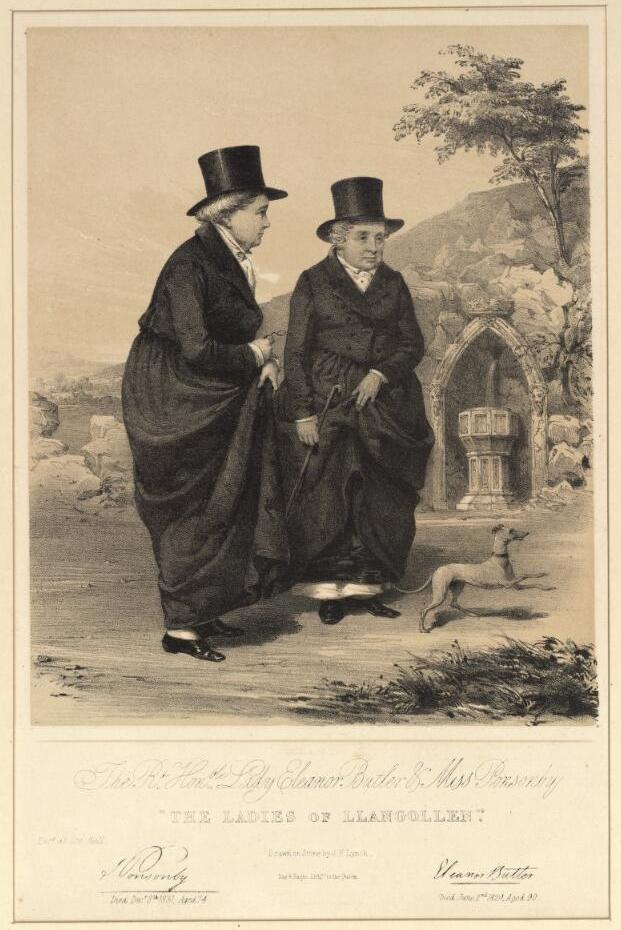